# Аллахвердиев, Эльнур Фазахир оглы
Эльну́р Фазахи́р оглы́ Аллахверди́ев (азерб. Elnur Fəzahir oğlu Allahverdiyev; 2 ноября 1983, Баку, Азербайджанская ССР, СССР) — азербайджанский футболист, защитник. Привлекается к играм за национальную сборную Азербайджана.

## Биография
Футболом начал заниматься в возрасте 10 лет в ФШМ города Баку. Первый тренер — Эльхан Насиров.
Профессиональную футбольную карьеру начал в клубе премьер-лиги Азербайджана — «Адлийя» (Баку). Позже играл в клубах «Шафа» (Баку), «Нефтчи» (Баку), ЦСКА (Баку), «Туран» (Товуз), «Карабах» (Агдам).
Зимой 2010 года появилась информация что Аллахвердиев может перейти в киевский «Арсенал» и местный «Симург». Однако в итоге оказался в клубе Хазар-Ленкорань.
В составе «Нефтчи» (Баку) провёл 6 игр в еврокубках, 4 — в Кубке Интертото и 2 — в Кубке УЕФА.

### Сборная Азербайджана
Дебют в составе национальной сборной Азербайджана состоялся 26 марта 2008 года, в Вильнюсе, во время товарищеского матча со сборной Литвы.
Защищал также цвета юношеской (U-17) сборной Азербайджана.

## Достижения

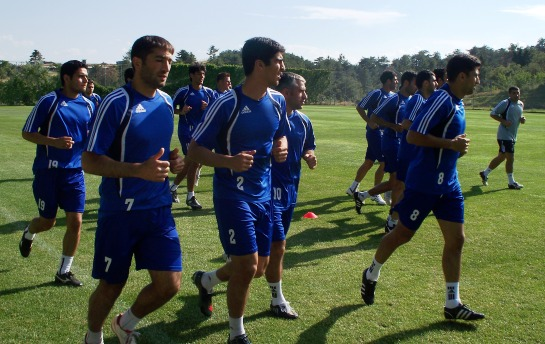
Эльнур Аллахвердиев (№ 2) во время уч.-трен. сборов команды «Карабах» Агдам в Турции. 27 июня 2009 года)

- Обладатель Кубка Азербайджана 2008/2009 (в составе «Карабаха»[9])
- Победитель Кубка Содружества 2006, финалист 2005 (в составе «Нефтчи» (Баку)
- Серебряный призёр чемпионата Азербайджана 2006/07 (в составе «Нефтчи» (Баку)
- Бронзовый призёр чемпионата Азербайджана 2005/06, 2007/08 (в составе «Нефтчи» (Баку)